# Вулиця Вільхова (Львів)
Вулиця Вільхова — вулиця у Залізничному районі міста Львова, у місцевості Сигнівка. Пролягає від вулиці Городоцької до залізниці (з'єднується стежкою з вулицею Курмановича).

## Історія
Вулиця виникла в межах підміського селища Сигнівка та не пізніше 1929 року отримала назву Лісна. Після входження селища до меж міста 11 квітня 1930 року, вулиці колишнього села були перейменовані або ж новоутвореним вулицям надавалися певні назви. Так, у 1933 році перейменована на Ольхову. За радянських часів, 1946 року вулиця отримала сучасну назву — Вільхова.

## Забудова
Вулиця Вільхова забудована одноповерховими приватними садибами 1930-х років у стилі польського конструктивізму, будинками барачного типу 1950-х років, новими індивідуальними забудовами. Під № 16 зберігся одноповерховий дерев'яний будинок.